# Timecop (série télévisée)
Timecop est une série télévisée de science-fiction américaine en neuf épisodes de 45 minutes créée par Mark Verheiden, diffusée du 22 septembre au 20 octobre 1997 puis du 20 juin au 18 juillet 1998 sur le réseau ABC.
Elle est inspirée par le film homonyme Timecop sorti en 1994 avec Jean-Claude Van Damme dans le rôle-titre. Ce film était déjà une adaptation du comics publié par Dark Horse Comics.
En France, elle a été diffusée à partir du 9 mai 2001 sur TF6 et Sci Fi.

## Synopsis
L'officier Jack Logan doit arrêter les criminels dans le passé avant que le cours de l'histoire ne change.

## Distribution
- Ted King (VF : Patrice Baudrier) : Officer Jack Logan
- Don Stark : Eugene Matuzek
- Cristi Conaway : Officer Caire Hemmings
- Kurt Fuller : Dr Dale Easter

## Production
Treize épisodes étaient prévus. mais seulement neuf furent diffusés à cause des faibles audiences
La série présente des personnages et des acteurs qui ne se trouvaient pas dans le film. Le personnage principal est l'agent Jack Logan qui chasse de criminels en fuite dans le passé et qui doit les ramener avant qu'ils n'aient le temps de changer l'histoire.

## Épisodes
1. La Sixième Victime (A Rip in Time)
2. Le Casse (The Heist)
3. Retour en images (Stalker)
4. Ennemi public (Public Enemy)
5. Science sans conscience (Rocket Science)
6. Le Passé décomposé (Alternate World)
7. Retour aux sources (Lost Voyage)
8. Le Rêve impossible (D.O.A.)
9. Heures cruciales (The Future, Jack, the Future)